# Àrea 9 de Brodmann

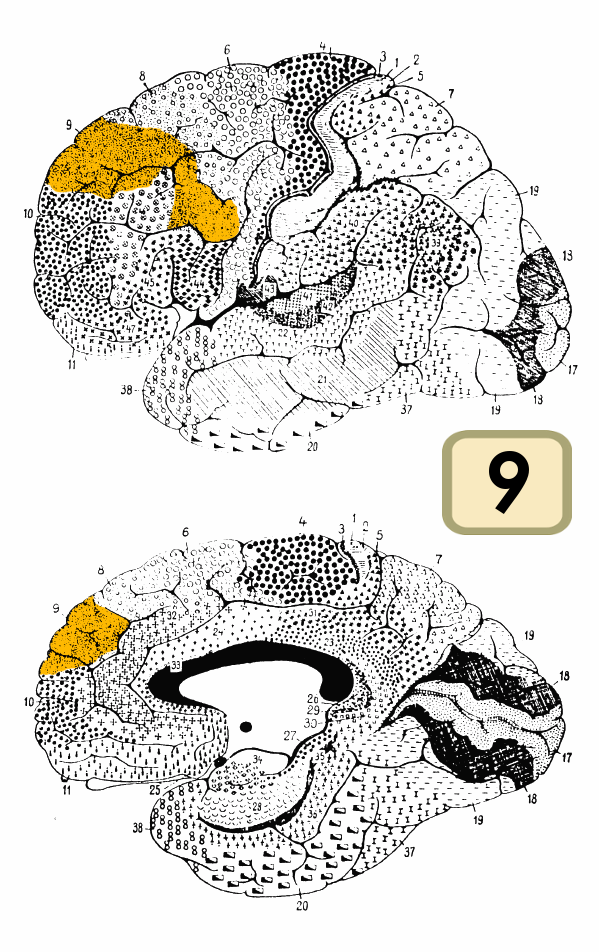
pintada en ocre l'àrea 9

L'Àrea 9 de Brodmann és una part concreta del còrtex prefrontal dins dels lòbuls frontals del cervell dels humans i dels altres primats. Exactament ocupa una franja dorsolateral i medial d'aquesta part del còrtex cerebral. És una de les 52 àrees del cervell descrites pel neuròleg alemany Korbinian Brodmann.

## Estudis en cercopitecs
En els cercopitecs l'expressió àrea 9 de Brodmann fa referència a una porció definida segons la citoarquitctura del lòbul frontal. Segons la va definir Brodmann l'any 1909, és en conjunt topogràficament i citoarquitectònicament homòloga a l'àrea 9 granular frontal i a la frontopolar 10 dels humans.
Les característiques distintives són:
- A diferència de l'àrea 6 de Brodmann, l'àrea 9 té una capa interna distintiva, l'anomenada capa IV.
- Una altra diferència amb l'àrea 6 i la 8, és que la seva capa interna piramidal (V) es pot dividir en dues subcapes, una capa més externa (5a) densament formada per cèl·lules gangliars que es fusiona parcialment amb la capa IV, i una subcapa més interna formada per poques cèl·lules 5b.
- Les cèl·lules piramidals de la subcapa 3b de la capa piramidal externa (III) són més petites i estan distribuïdes amb més separació; la capa granular externa (II) és més estreta, amb menor nombre de cèl·lules granulars, les quals estan molt separades.[1]

## Funcions
Aquesta àrea està implicada en: la memòria a curt termini, la valoració de la recència, les respostes automàtiques imperatives, la fluïdesa verbal, la detecció d'errors, l'atenció auditiva verbal, la interpretació de les intencions dels altres, les inferències deductives a partir d'imatges espacials, el raonament inductiu, l'atribució d'intencions, mantenir l'atenció en relació al recompte de seqüències d'estímuls auditius i és la responsable del consum de nivells baixos d'energia en individus que pateixen el trastorn bipolar.
La part de l'àrea que es troba a l'hemisferi esquerre és, com a mínim responsable parcialment de: l'empatia, els idiomes, el processament d'escenes emocionalment agradables i de les desagradables, l'autocrítica i de l'atenció cap a les emocions negatives.
La part de l'àrea que està a l'hemisferi dret està relacionada en: l'atribució d'intencions, la teoria de la ment,la supressió de la tristesa, la memòria de treball, la memòria espacial, el reconeixement, la recuperació de dades de la memòria, el reconeixement de les emocions dels altres, la planificació i organització de tasques, els càlculs, el processament semàntic i de la percepció d'olors, la religiositat i l'atenció cap a les emocions positives.